# Aegle lineata
Aegle lineata là một loài bướm đêm trong họ Noctuidae.